# Elecciones presidenciales de Colombia de 1832
Las elecciones presidenciales indirectas de Colombia de 1832 se celebraron el 9 de marzo de ese año, cuando, desintegrada la Gran Colombia, el país pasó a llamarse República de la Nueva Granada. Francisco de Paula Santander  fue elegido presidente. 
Simultáneamente, en las elecciones vicepresidenciales de Colombia de 1832, fue elegido José Ignacio de Márquez como vicepresidente. 

## Antecedentes
Joaquín Mosquera fue elegido presidente en mayo de 1830 , pero fue depuesto el 4 de septiembre por los militares. Al día siguiente, el general Rafael Urdaneta fue elegido presidente interino el 5 de septiembre, mientras se esperaba que Bolívar reasumiera el poder. Sin embargo, este se negó a aceptar su regreso a la presidencia y dio su apoyo a Urdaneta. Bolívar murió en diciembre.
Tras una breve guerra civil a principios de 1831, Urdaneta fue derrocado y se llevaron a cabo elecciones para una Asamblea Constituyente. Se redactó una nueva constitución y la Asamblea eligió un presidente interino, que debería desempeñar hasta abril de 1833, mientras la inestabilidad política continuó en el país.

## Resultados

### presidente
| Candidato                             | Votos | %    |
| ------------------------------------- | ----- | ---- |
| Francisco de Paula Santander          | 49    | 75,4 |
| Joaquín Mosquera                      | 6     | 9.2  |
| Otros                                 | 10    | 15,4 |
| Total                                 | 65    | 100  |
| Fuente: Historia electoral colombiana |       |      |

## Vicepresidente
Tras quince vueltas, José Ignacio de Márquez fue elegido vicepresidente en la última ronda con 42 votos por encima de los 20 recibidos por José María Obando.